# John C. Calhoun
John Caldwell Calhoun (Abbeville, 18 de março de 1782 — Charleston, 31 de março de 1850) foi um político e filósofo político da Carolina do Sul, nos Estados Unidos, na primeira metade do século XIX. Além de ter sido Vice-presidente dos Estados Unidos sob as presidências de John Quincy Adams (1825-1829) e de Andrew Jackson (1829-1832), é conhecido pela defesa da escravidão, causa que levou os Estados Unidos à Guerra da Secessão uma década após sua morte. Foi ainda Secretário de Estado. Foi, também, o primeiro dos apenas dois vice-presidentes do País a renunciar. O outro foi Spiro Agnew.

## Início da carreira
Calhoun começou como um nacionalista ferrenho, favorecendo a guerra com a Grã-Bretanha em 1812 e um vasto programa de melhorias internas posterior. Ele inverteu seu curso em 1820, ao atacar o nacionalismo, em favor dos Direitos dos Estados do tipo que Thomas Jefferson havia defendido em 1798. Apesar de ter morrido uma década antes da Guerra Civil Americana começar, Calhoun foi uma grande inspiração para os separatistas que criaram os brevemente duradouros Estados Confederados da América. Apelidado de "homem de aço fundido" por sua firme determinação ao defender as causas em que acreditava, Calhoun deu impulso à teoria de anulação, uma teoria dos direitos dos estados segundo a qual os Estados poderiam declarar nula e sem efeito qualquer lei federal que considerassem inconstitucional. Ele foi um defensor ardoroso da instituição da escravatura, que defendeu como um "bem positivo" e não como "um mal necessário". Sua defesa retórica da escravidão foi parcialmente responsável pela escalada de ameaças sulistas de secessão, em face do crescente sentimento abolicionista no Norte.
Calhoun passou toda a sua carreira trabalhando para o governo nacional em uma variedade de altos cargos. Serviu como o sétimo vice-presidente dos Estados Unidos, primeiramente sob a presidência de John Quincy Adams (1825-1829) e, em seguida, sob Andrew Jackson (1829-1832), mas renunciou à Vice-Presidência para entrar no Senado dos Estados Unidos, onde tinha mais poder. Ele serviu na Câmara dos Representantes (1810-1817) e foi Secretário da Guerra (1817-1824) sob a presidência de Monroe e Secretário de Estado (1844-1845) sob John Tyler.

## Subida ao poder
John Calhoun era filho do imigrante escocês-irlandês Patrick Calhoun. Quando seu pai ficou doente, o menino de 14 anos abandonou a escola para administrar a fazenda da família na Carolina do Sul. Mas ele finalmente voltou a estudar, graduando-se na Universidade de Yale em 1804. Depois de estudar Direito na Tapping Reeve Law School em Litchfield, Connecticut, Calhoun foi admitido no tribunal da Carolina do Sul em 1807.

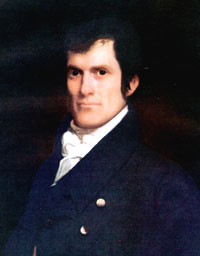
John C. Calhoun quando jovem

Em janeiro de 1811, Calhoun casou com sua prima de primeiro grau Floride Bonneau Colhoun. O casal teve dez filhos durante um período de mais de 18 anos, embora três tenham morrido na infância. Durante o segundo mandato do marido como vice-presidente, Floride Calhoun foi uma figura central no caso Petticoat. Dois primos distantes eram Governadores da Carolina do Sul, Andrew Pickens e seu filho, Francis Wilkinson Pickens.

## Calhoun como nacionalista
Em 1810, Calhoun foi eleito para o Congresso e se tornou um dos War Hawks que, liderados por Henry Clay, criaram a agitação para o que se tornou a Guerra Anglo-Americana de 1812. Após a guerra, ele propôs um bónus de pagamento para serviços públicos. Com o objetivo de construir uma nação forte que pudesse combater em uma guerra futura, ele exerceu agressiva pressão em favor de altas taxas protecionistas (para fortalecimento da indústria), de um banco nacional, melhorias internas e muitas outras políticas que ele mais tarde repudiaria.
Em 1817, o Presidente James Monroe indicou Calhoun para Secretário da Guerra, cargo que ocupou até 1825. Conforme argumenta Belko (2004), seu gerenciamento das questões indígenas provou seu nacionalismo. Seus oponentes eram os "Velhos Republicanos" do Congresso, que defendiam a ideologia jeffersoniana para a economia no governo federal. Eles frequentemente atacavam as operações e finanças de departamento de guerra. Calhoun era um executivo com mentalidade de reforma, que tentou instituir centralização e eficiência no departamento indígena, mas o Congresso ou falhava em responder às suas reformas, ou as rejeitava. A frustração de Calhoun com a inatividade do Congresso, com as rivalidades políticas e com a diferenças ideológicas que predominaram no fim da república inicial o levaram a criar, unilateralmente, o Bureau de Questões Indígenas, em 1824.

## Vice Presidente

### Eleição
Calhoun era originalmente candidato a Presidente na eleição presidencial de 1824, mas decidiu tornar-se o companheiro de chapa tanto de John Quincy Adams quanto de Andrew Jackson. Assim, embora nenhum dos candidatos obtivesse a maioria no Colégio Eleitoral e as eleições acabarem por ser decididas pela Câmara dos Representantes, Calhoun foi eleito vice-presidente dos Estados Unidos em vitória esmagadora.

### A administração Adams
Como a sua eleição foi separada da de Adams, e Calhoun acreditava que este favorecia os interesses do Norte, Calhoun não foi considerado parte da administração e os dois brigavam com frequência. Em 1828, ele concorreu para a reeleição como vice de Andrew Jackson e, assim, se tornou o último vice-presidente até 2007 a servir sob dois presidentes.

### Jackson e a Crise da Nulidade
Sob Andrew Jackson, a vice-Presidência de Calhoun permaneceu controversa. Tal como aconteceu com Adams, uma fratura entre os pontos de vista do Norte e do Sul criaram afastamento entre Calhoun e seu presidente
A Pauta Aduaneira de 1828, também conhecida como Pauta das Abominações, agravou o fosso entre Calhoun e os jacksonianos. Ele havia sido assegurado de que os jacksonianos iriam rejeitar o projeto, mas os jacksonianos do Norte foram os principais responsáveis pela sua aprovação. Frustrado, ele retornou para sua fazenda na Carolina do Sul para escrever Exposição e Protesto da Carolina do Sul, um ensaio de indeferimento da filosofia nacionalista que ele antes defendia.
Ele agora apoiava a teoria da maioria concorrente através da doutrina da nulidade - de que cada Estado individual poderia substituir a legislação federal que considerasse inconstitucional. A nulidade remonta aos argumentos de Thomas Jefferson e James Madison, na redação das Resoluções de Kentucky e Virginia, de 1798, que propôs que os Estados poderiam anular os Atos Estrangeiros e Rebeldes. Jackson, que apoiou os direitos dos estados, mas que acreditava que a nulidade ameaçava a União, opôs-se a ela. A diferença, no entanto, entre os argumentos de Calhoun e os de Jefferson e Madison, é que Calhoun defendeu explicitamente o direito do Estado de separar-se da União, se necessário, ao invés de simplesmente anular uma legislação federal específica.
Em 1832, a teoria dos direitos dos estados foi posta à prova na Crise da Anulação, após a Carolina do Sul aprovar uma lei que pretendia anular as tarifas federais. As tarifas favoreciam os interesses manufatureiros do Norte sobre as preocupações agrícolas do Sul, e o legislador da Carolina do Sul declarou-a inconstitucional.
Em resposta, o Congresso aprovou o Projeto de Força, que autorizou o presidente a usar a força militar para forçar os Estados a obedecer a todas as leis federais, e Jackson enviou navios de guerra da Marinha a Charleston Harbor. A Carolina do Sul, em seguida, anulou o Projeto de Força. Mas as tensões arrefeceram após ambos os lados concordarem com o Compromisso de 1833, uma proposta do senador Henry Clay para mudar a lei tarifária de forma a satisfazer Calhoun, que até então estava no Senado 
Durante a Crise da Nulidade, o presidente disse a Jackson, em um famoso brinde: "Nossa União Federal - ela deve e será preservada". No brinde do vice-presidente Calhoun, ele respondeu: "A União, ao lado de nossa mais cara liberdade!" O humor dessa ocasião está no fato de que Calhoun defendia a Doutrina da Nulidade - que tinha ido longe o suficiente para sugerir a separação - anonimamente, fazendo com que suas verdadeiras opiniões fossem desconhecidas por Jackson. A ruptura entre Jackson e Calhoun foi concluída e, em 1832, Calhoun concorreu ao Senado, em vez de permanecer como vice-presidente

## Senado e o debate da escravatura

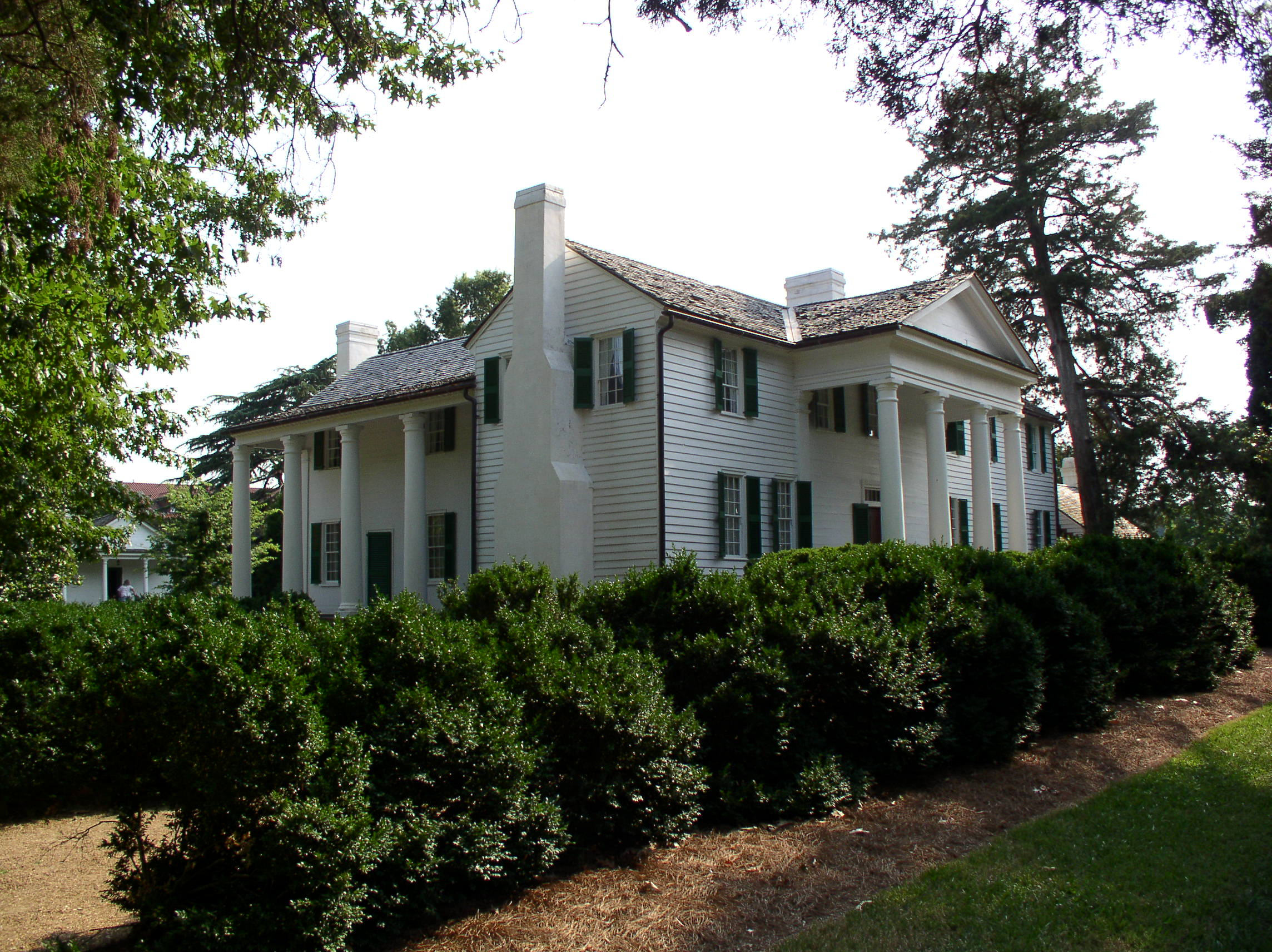
O lar de Calhoun, Forte Hill, em Clemson, Carolina do Sul.

Em 28 de dezembro de 1832, Calhoun aceitou a eleição para o Senado dos Estados Unidos a partir de sua terra natal, na Carolina do Sul, tornando-se o primeiro vice-presidente a renunciar ao cargo na história dos EUA. Como senador, ele atingiria sua maior influência e sua fama mais duradoura.
Calhoun liderou a facção pró-escravidão no Senado nas décadas de 1830 e 1840, opondo-se tanto ao abolicionismo quanto às tentativas de limitar a expansão da escravidão nos territórios do oeste. Ele também foi um grande defensor da Lei de escravos fugitivos, que reforçava a cooperação dos Estados livres no retorno escravos que haviam escapado.
Calhoun formulava sua defesa da instituição da escravidão, em termos da "liberdade e autodeterminação" dos (homens brancos) sulistas. E, enquanto outros políticos do sul haviam classificado a escravidão como um mal necessário, em um famoso discurso em fevereiro 1837, Calhoun foi mais longe, afirmando que a escravidão era um "bem positivo". Ele enraizava esta afirmação em dois fundamentos: supremacia branca e paternalismo. "Todas as sociedades", Calhoun alegou, "são governadas por um grupo de elite que goza os frutos do trabalho de um grupo menos privilegiado. Mas, ao contrário do Norte e da Europa, em que as classes trabalhadoras eram abandonadas para morrer na pobreza pela aristocracia quando tornavam-se demasiado velhas ou doentes para trabalhar, os escravos do Sul tinham cuidados, mesmo quando não eram mais úteis":
"Eu posso dizer com verdade, que em poucos países tanto é compartilhado com o trabalhador, e tão pouco exigido dele, ou onde lhe é dada mais atenção durante as doenças e afecções da idade. Compare a sua condição com os inquilinos das casas pobres nas porções mais civilizados da Europa - olhe para o doente, e para o escravo velho e doente em meio a sua família e amigos, sob os cuidados de seus senhores, e compare-o com a infeliz e miserável condição de indigente em um asilo".
A defesa feroz de Calhoun da escravidão e o apoio ao poder escravo teve um papel importante no aprofundamento do fosso crescente entre os estados do Norte e do Sul sobre este assunto, empunhando a ameaça do sul da secessão, para apoiar as demandas dos estados escravistas.
Após uma pausa de um ano como secretário de Estado, Calhoun retornou ao Senado em 1845, participando da luta épica do Senado sobre a expansão da escravidão nos estados do oeste, que produziu o acordo de 1850. A saúde de Calhoun, porém, se deteriorou e ele morreu em março de 1850, de tuberculose em Washington, DC, com a idade de 68 anos. Foi sepultado em St. Phillips Churchyard em Charleston, Carolina do Sul.

## Legado

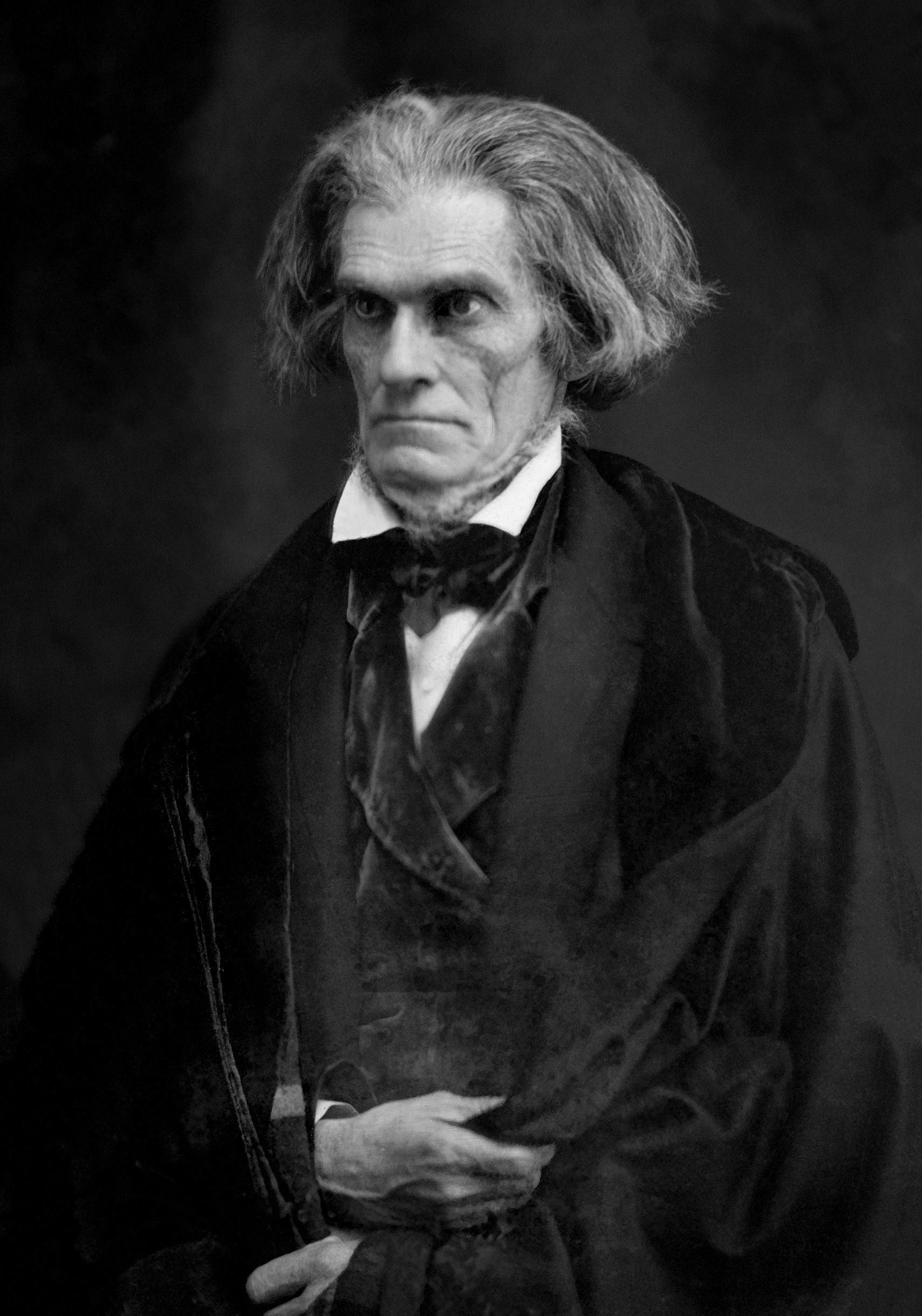
Foto de Calhoun, por Mathew Brady, em 1849.

O legado de Calhoun como um dos principais defensores da escravidão na história dos Estados Unidos fizeram dele uma figura muito controversa. Por outro lado, seu argumento original e articulado em defesa dos direitos das minorias se tornou a base jurídica de grande parte do movimento dos direitos civis.
Durante a Guerra Civil, o governo Confederado homenageou Calhoun em um selo postal, que chegou a ser impresso, mas nunca lançado oficialmente.
Calhoun também foi homenageado por sua alma mater, Universidade de Yale, que nomeou uma de suas residências para graduação de "Calhoun College". (Nos últimos anos, alguns alunos pediram para que a moradia fosse renomeada, retirando o nome do defensor escravidão inteiramente ou hifenizando-o como nome de um líder dos direitos civis. Esses esforços não tiveram êxito, mas a questão periodicamente retorna). A universidade também ergueu uma estátua de Calhoun na Torre Harkness, um marco importante do campus.
A Universidade de Clemson também é parte do legado de Calhoun. O campus ocupa o local da fazenda Fort Hill, que Calhoun deixou a sua mulher e a filha. Elas prontamente venderam a propriedade para um parente, juntamente com 50 escravos, recebendo 15 mil dólares pelos 1,1 mil hectares e US$ 29 mil pelos escravos. Quando o proprietário faleceu, Thomas Green Clemson finalizou a hipoteca como administrador dos bens da sogra e, assim, recuperou a propriedade da viúva. A principal alegação Clemson para a fama, antes de fundar a universidade em seu testamento, foi ter servido como embaixador na Bélgica - um cargo que obteve por meio da influência de seu sogro, que foi Secretário de Estado na época. Em 1888, após a filha de Calhoun haver morrido, Clemson escreveu um testamento legando antiga propriedade de seu sogro para a Carolina do Sul, na condição de ser utilizada para uma universidade agrícola a ser chamada Clemson. Uma cidade próxima, batizada em homenagem a Calhoun, foi renomeada para Clemson em 1930.
Calhoun também tem seu nome na Calhoun Community College em Decatur, Alabama, e no Lago Calhoun, em Minneapolis. A Rodovia John C. Calhoun, assim como uma conhecida rua com seu nome, ficam em Orangeburg, na Carolina do Sul. Em 1957, Os senadores norte-americanos homenagearam Calhoun como um dos "cinco maiores senadores de todos os tempos."